# Walter Clar
Walter David Clar Fritz  (Edelira, Itapúa, 27 de septiembre de 1994) es un futbolista paraguayo que juega como centrocampista o lateral izquierdo en el Chapecoense de la Primera división de brasil.

## Trayectoria
En 2011 fue elegido por el diario ABC Color como el mejor jugador en la categoría Sub-17 del fútbol paraguayo. En 2012 integró el equipo Sub-20 de su club. Sus buenas actuaciones en inferiores le valieron ser llamado a la selección juvenil sub-20 de Paraguay. En 2013 es llamado por primera vez para formar parte del plantel principal del Olimpia.
El 21 de junio de 2019 se confirmó el préstamo por un año al Boavista Futebol Clube de la Primeira Liga de Portugal, con opción a compra por tres años. Compartió equipo con su compatriota Fernando David Cardozo, el argentino Federico Falcone y el peruano Gustavo Dulanto.

## Clubes
| Club                      | País      | Año             |
| ------------------------- | --------- | --------------- |
| Olimpia                   | Paraguay  | 2013 - 2015     |
| Rubio Ñu                  | Paraguay  | 2015            |
| General Díaz              | Paraguay  | 2016            |
| Sportivo Luqueño          | Paraguay  | 2016 - 2017     |
| General Díaz              | Paraguay  | 2017 - 2018     |
| Independiente             | Paraguay  | 2018            |
| Sol de América            | Paraguay  | 2019            |
| Boavista                  | Portugal  | 2019            |
| Club Guaraní              | Paraguay  | 2020            |
| Club Nacional             | Paraguay  | 2020 - 2021     |
| Club Atlético River Plate | Uruguay   | 2022            |
| Club Guaraní              | Paraguay  | 2023            |
| Tacuary Football Club     | Paraguay  | 2023 - 2024     |
| Chapecoense               | 🇧🇷 Brasil | 2024 - Presente |